# Kamzík horský
Kamzík horský (Rupicapra rupicapra) je druh divoké horské kozy z čeledi turovití. Do světa se rozšířil z Alp.

## Popis
Kamzík horský je elegantně stavěná koza. Výška v kohoutku činí 70–90 cm; délka těla 90–140 cm; ocas měří 3–8 cm. Hmotnost je 10–60 kg. Samec roste do větších rozměrů než samice.
Kamzík má dlouhé a masivní končetiny se specifickými chodidly, jež jsou nezbytné k pohybu v příkrém terénu. Nohy mají pevné a silné svaly i klouby a chodidla dlouhé, vpředu pohyblivé paznehty pokryty měkkou protiskluznou rohovinou. Díky stavbě chodidlových plošek se dotýká země až 16 body. Tělo je rovněž masivní. Krátká letní srst bývá převážně rezavohnědá, pouze nohy jsou tmavší a na hlavě je nápadná kresba s běložlutými pruhy na čele a lících. V zimě je srst hnědočerná až černá, břicho však zůstává světlejší. Hlavu zdobí hákovité růžky o délce 10–30 cm. Kamzík své rohy nikdy neztrácí, takže nejdelší růžky má nejstarší jedinec. U samic bývají menší a méně zahnuté, avšak kresba hlavy i barva srsti je u obou pohlaví identická.
Kamzík horský dokáže i na nerovném terénu běžet rychlostí až 50 km/h, nebo skákat až dva metry do výšky a šest metrů do dálky. Přestože je velmi obratný, nezřídka lze spatřit jedince se zlomenými růžky nebo poraněnými běhy v důsledku nejrůznějších pádů.

## Rozšíření a biotop

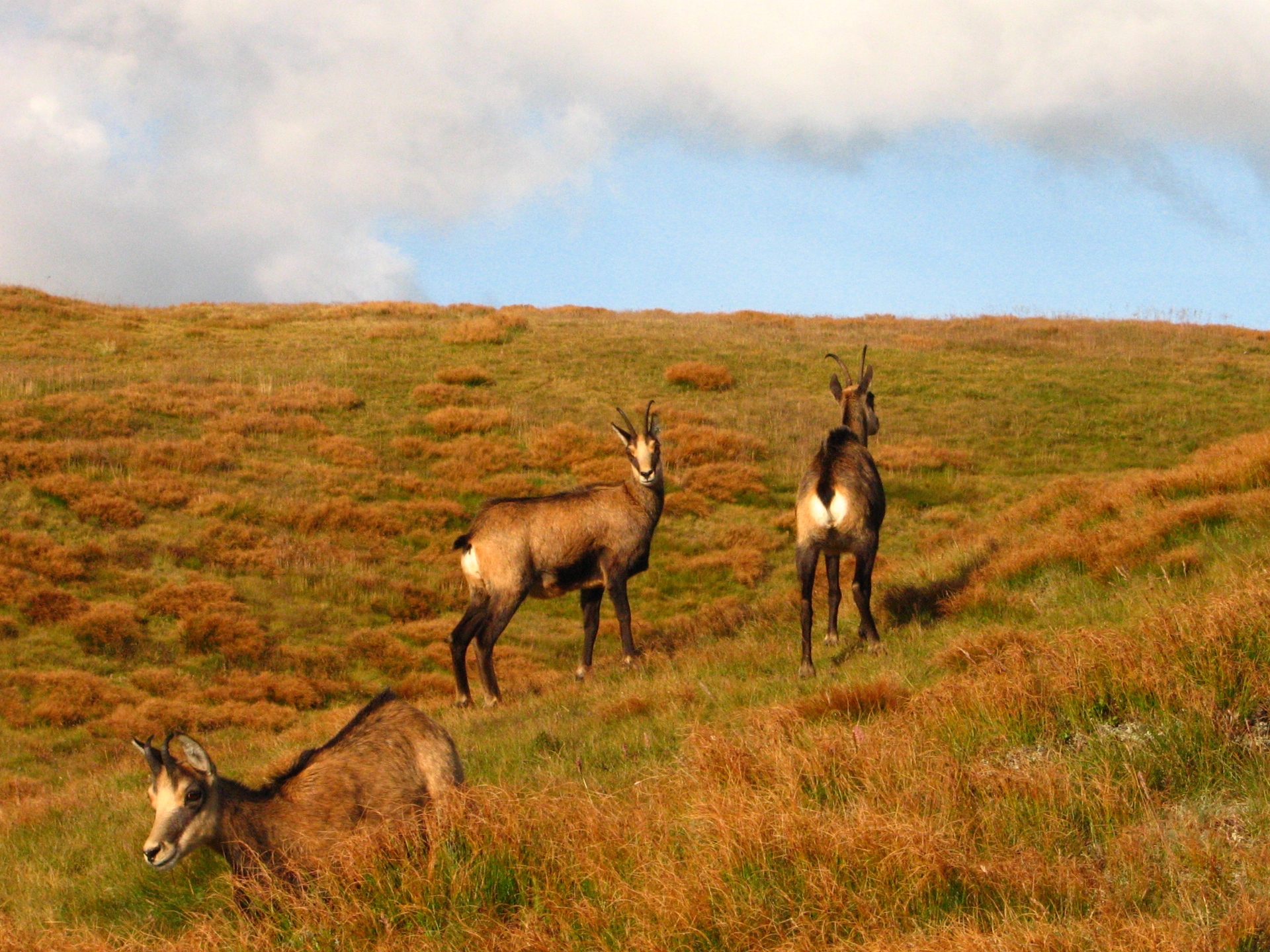
Skupina kamzíků

Původním domovem kamzíka jsou především vysokohorské oblasti Alp (chráněn v pohoří Ortles – 3000 kusů, a Grajských Alpách), Tater, Karpat, Balkánu, Turecka a Španělska (Pyreneje). Na některých dalších místech byli kamzíci vysazeni, např. až na Novém Zélandu nebo v Argentině.
V Česku se vyskytuje v Jeseníkách a Lužických horách, kde byl uměle vysazen na počátku 20. století. Z konce 20. století existují záznamy o výskytu kamzíka na Králickém Sněžníku. Kamzičí populace v České republice je nejzdravější v celé Evropě, v Alpách je u kamzíků velmi častá prašivina.
Kamzík se často popisuje jako druh skalní a vysokých nadmořských výšek, připisuje se mu obliba pro pastviny ležící v oblastech, vyšších než 2000 m. To však vždy neplatí, pravidelně se dokazuje jeho přítomnost v lesích. Hlavním důvodem je, že život na skalách mu neposkytuje potřebnou potravu na jaře a v létě, ale též kvůli většímu ohrožení v nekrytém terénu. Na jaře a v létě se kamzíkům daří zejména v lesích vyšších nadmořských výšek. 
Detekce výskytu kamzíků podle nadmořské výšky je obtížná. Nalézají se pod hranicí 1000 m i ve výšce nad 2500 m. Je možné zaznamenat přítomnost kamzíků dokonce v nadmořské výšce 3000 m (možno až 3500 m), avšak to jsou mimořádné případy, jejichž příčinou může být častý ruch.

### Poddruhy
- Kamzík horský alpský (R. rupicapra rupicapra; Linnaeus, 1758)
- Kamzík horský balkánský (R. rupicapra balcanica; Bolkay, 1925)
- Kamzík horský francouzský (R. rupicapra cartusiana; Couturier, 1938)
- Kamzík horský karpatský (R. rupicapra carpatica; Couturier, 1938)
- Kamzík horský kavkazský (R. rupicapra caucasica; Lydekker, 1910)
- Kamzík horský tatranský (R. rupicapra tatrica; Blahout, 1972)
- Kamzík horský turecký (R. rupicapra asiatica; Lydekker, 1908)[6]
- Kamzík horský středozemní (R. rupicapra pyrenaica) – dnes již Rupicapra pyrenaica, nově samostatný druh

## Biologie a chování
Kamzíci jsou pospolitá zvěř. Část roku žijí ve stádech, jehož součástí jsou mnohdy samci i samice, kteří jsou vedeni zásadně starší samicí. V určitých periodách lze ale zaznamenat zcela zřejmou separaci. Staří samci se většinou potulují samotářsky, ale vznikají též stáda, kde jsou výlučně kamzice a jejich potomci, i stáda složená pouze z kozlů. Revír si kamzík značí sekretem ze žláz umístěných u nasazení růžku, tzv. fíků.

### Potrava

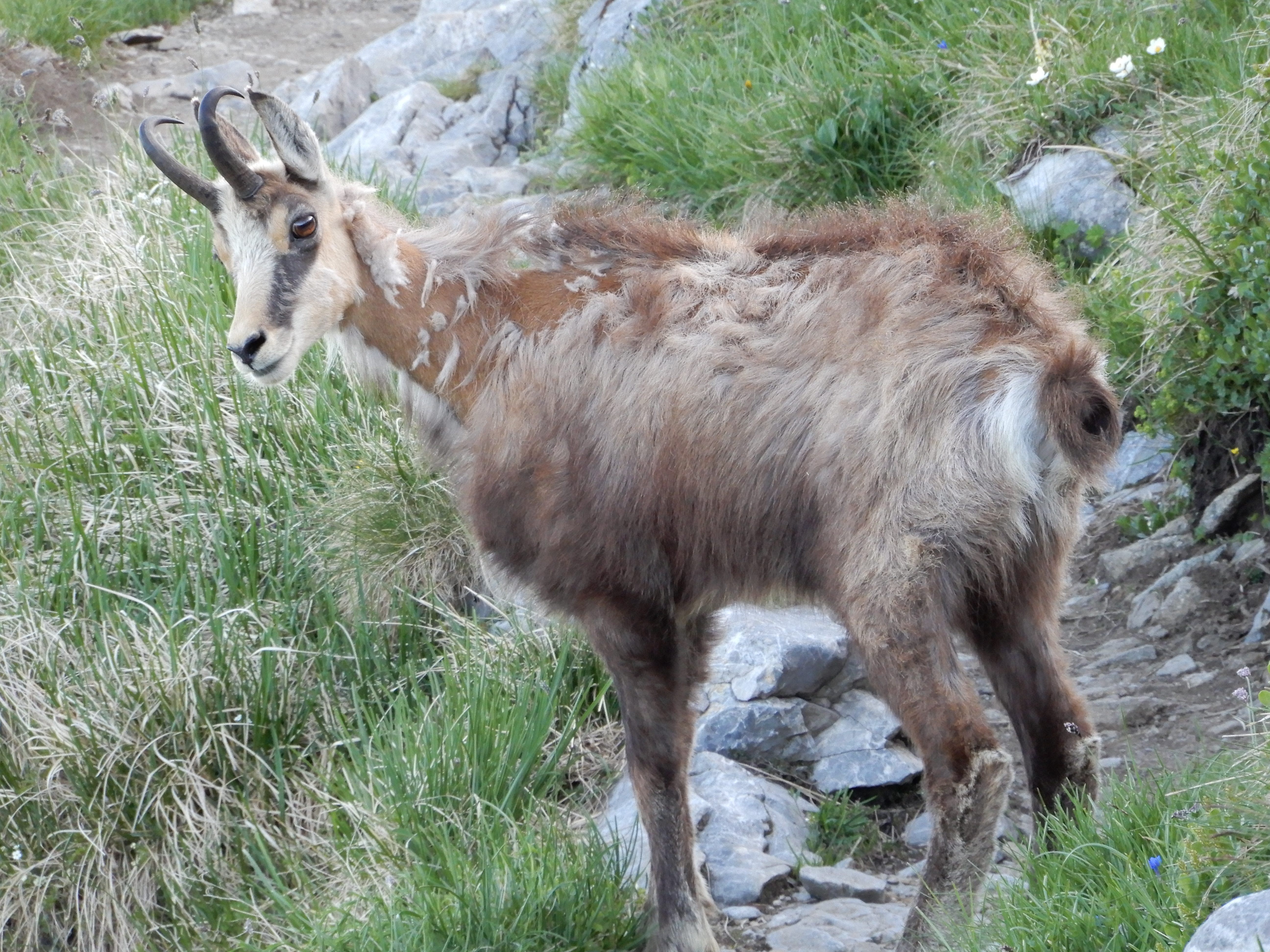
Kamzík na stezce na Temniak v Západních Tatrách

V létě se kamzíci živí především divokou trávou, ale neopomíjejí ani bobovité rostliny, např. alpský jetel, kterému dávají výraznou přednost. V zimě se živí suchými bylinami a přechází pak k režimu, kdy si vystačí s větévkami listnatých dřevin, např. s jeřáby, olší, lišejníky i letorosty jehličnanů.

### Rozmnožování

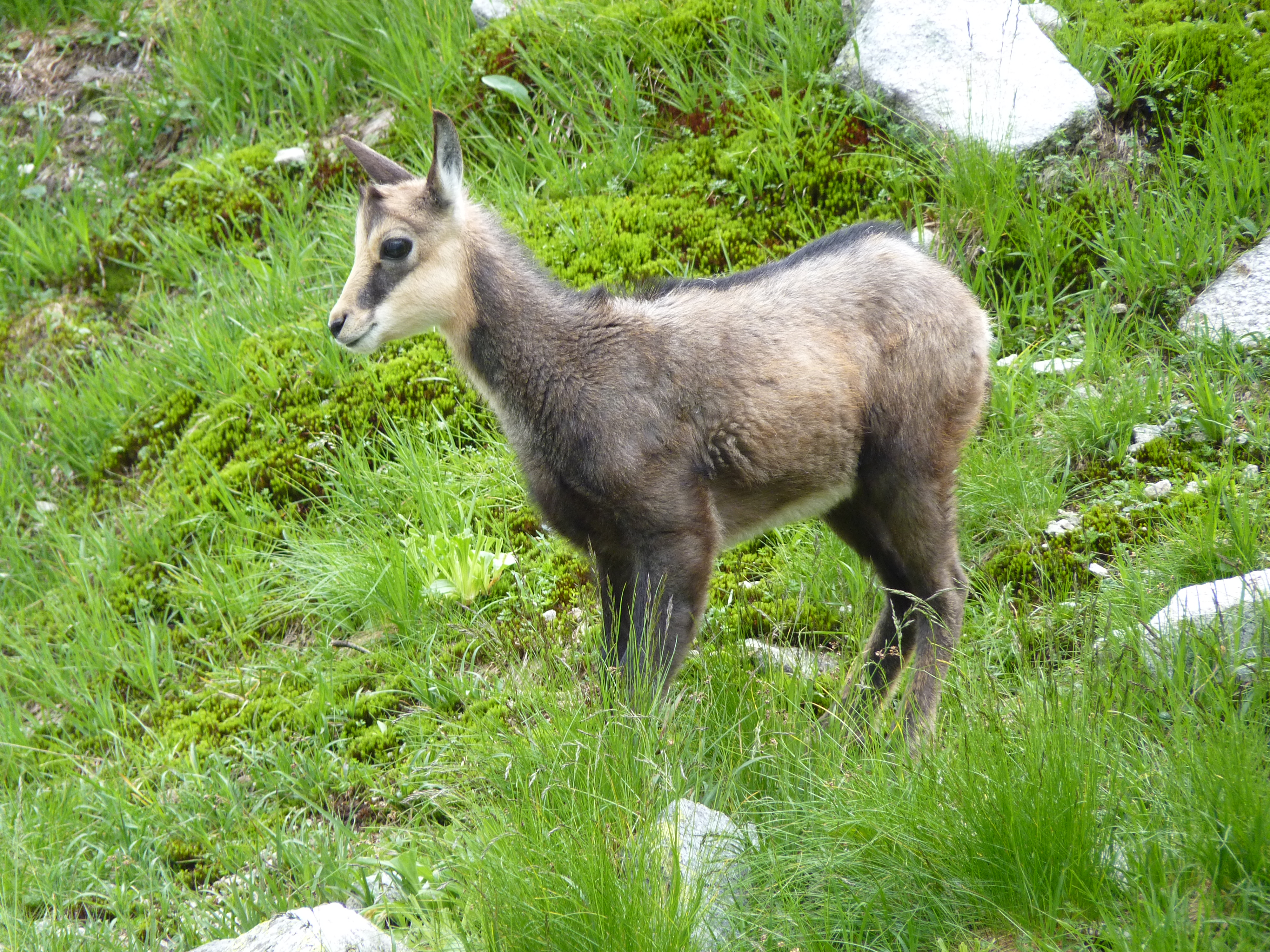
Mládě

Na konci října a na začátku listopadu vznikají velká shromáždění obou pohlaví – znak blížící se říje, která může probíhat až do půlky prosince. V jedné tlupě může být 4–30 kamzíků (obecně okolo 15, v minulosti mohl člověk napočítat i více než 50 kusů). Samci tíhnou k polygamii, v této době mezi sebou bez ustání bojují a snaží se zaujmout samice. Boje jsou velice prudké, doprovázené akrobatickými výkony kozlů a jejich vzájemným pronásledováním. Při větším vzrušení kamzík okázale moči a naježí se mu chlupy na hřbetě, čímž se dělá větším. Jeho zahnuté rohy se stávají nebezpečnou zbraní. Kamzík jimi mává jako srpem, přičemž může protivníkovi rozpárat břicho. Souboje většinou končí určením dominantního samce, který na místě zůstává, a poraženého soupeře, který je nucen odejít. Zranění na těle může přivodit smrt účastníka, ale tyto případy jsou velmi vzácné.
Ve chvíli, kdy období říje skončí, kamzíci zcela ztratí zájem o samice. Březost trvá 160–189 dní. Asi 20–30 dní před porodem se samice oddělí od stáda. K porodu dochází na rozhraní května a června. Většinou se kamzicím rodí jen jedno mládě, výjimečně dvě nebo tři. Krátce po narození mládě svou matku všude následuje. Přestože kojení trvá přibližně 2–6 měsíců, kůzle samo spásá jemnou vegetaci už 30 dní po narození. U matky zůstává až do narození nového potomka. První rok nepřežije až polovina mláďat. Pohlavně vyzrálé je ve 2–4 letech (samec bývá později než samice). Kamzík se může dožít 14–25 let.

### Přirození nepřátelé
Život ve skupinách, velmi dobrý zrak i citlivý sluch a v neposlední řadě samotná obratnost kamzíků predátorům úspěšnou predaci většinou znemožňuje. Opomineme-li nemocné a tedy zranitelnější kusy, ohrožena jsou především mláďata, která se musí mít na pozoru před vlkem obecným, rysem ostrovidem nebo orlem skalním.

## Ohrožení a populace
Mezinárodní svaz ochrany přírody (IUCN) vyhodnocuje druh jako málo dotčený (LC) se stabilní populací ve výši cca 300 000 dospělých jedinců, ale některé poddruhy kamzíka horského jsou ohrožené. Za úbytek jeho populace (resp. populace některých poddruhů) může zejména člověk. Mezi typické hrozby patří pytláctví a nadměrný lov zejména v místech mimo chráněná území, záměrné vysazování poddruhů z jiných geografických oblastí, což vede k hybridizaci a genetickému míšení, dále vyrušování člověkem zejména v důsledku zvýšené turistiky a volnočasových aktivit v horských oblastech, a v neposlední řadě ztráta biotopu následkem stochastických, demografických nebo environmentálních událostí.

### Lov člověkem
Lov kamzíků byl vždy ceněn jako důkaz mužnosti a odvahy, protože se odehrával v obtížném horském terénu a často při něm bylo třeba provádět skvělé horolezecké výkony, někdy i s ulovenou kořistí na zádech. Ve středověku k lovu sloužily oštěpy o délce 5–6 m. Lovci kamzíky zahnali na skály, a poté je zespodu oštěpy probodli. Jindy kamzíky stříleli kuše a od 16. stol. i palnými zbraněmi. Ceněny byly hlavně bezoáry, nacházející se v předžaludcích kamzíků, které byly používány jako lék a měly uplatnění i v tehdejší alchymii. Lovu na kamzíky se věnovali i někteří panovníci, např. Maxmilián I., později František Josef I. a František Ferdinand d'Este.
V současnosti se kamzíci loví většinou šoulačkou. Jedná se o fyzicky náročný způsob lovu, který klade velké nároky na lovcovu výstroj a kondici. Možný je také lov „na čekané“. V oblastech s vyšší koncentrací vzduchu se lov provádí naháňkami. Trofejí z kamzíka jsou růžky, bezoárové koule a kamzičí vous, který kamzík nemá na bradě, nýbrž na hřbetě.

## Galerie
- Kamzík středozemní
- Kamzík balkánský
- Kamzík balkánský na poštovní známce
- Kamzík tatranský
- Kamzíci v Sočském národním parku
- Zlatoroh z legendy o králi a ochránci kamzíků se zlatými růžky